# Apache Portable Runtime
Apache Portable Runtime (APR) — библиотека, разрабатываемая Apache Software Foundation и изначально входящая в состав веб-сервера Apache, но затем выделенная в независимый проект. APR является кросс-платформенной оберткой над рядом API, в той или иной степени представленных в ОС. В случае, если операционная система не поддерживает нужной функциональности, APR обеспечивает её эмуляцию для поддержки кросс-платформенности.

## Функциональность
- Менеджер памяти
- Атомарные операции
- Файловый ввод-вывод
- Парсинг аргументов командой строки
- Блокировки
- Хеш-таблицы
- Массивы
- Mmap
- Сетевые сокеты
- Потоки, процессы и мьютескы.
- Разделяемая память

## Похожие проекты
- Glib предоставляет схожую функциональность.
- Netscape portable runtime (NSPR) кросс-платформенная библиотека, используемая в Mozilla.